# نیکولا سانتونی
نیکولا سانتونی (انگلیسی: Nicola Santoni؛ زادهٔ ۱۸ ژانویهٔ ۱۹۷۹) بازیکن فوتبال اهل ایتالیا است.
از باشگاه‌هایی که در آن بازی کرده‌است می‌توان به باشگاه فوتبال اسپتزیا، باشگاه فوتبال برشا، باشگاه فوتبال باری، باشگاه فوتبال چزنا، و باشگاه فوتبال پالرمو اشاره کرد.